# ウィリアム・トラウトマン

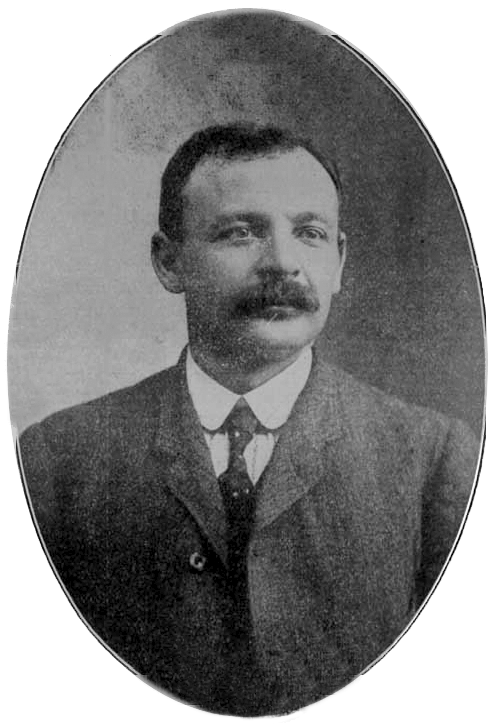
ウィリアム・トラウトマン

ウィリアム・アーンスト・トラウトマン（William Ernst Trautmann, 1869年7月1日 - 1940年11月18日）は、アメリカ合衆国の労働運動家。世界産業労働組合 (IWW) の書記長で、1904年に組合の組織を計画した6人のうちの1人。
ドイツ人の両親のもと、ニュージーランドのテムズで生まれ、ヨーロッパで育った後アメリカへ渡った。トラウトマンはミルウォーキーにいる間、国際醸造労働組合の要職にあり、同組合のドイツ語機関紙の編集長だった。その後、彼はIWWに参加したため組合を追放された。1922年にはプレスト・スチール・カー・カンパニーの1909年のストライキを題材とした小説「暴動 Riot 」を発表した。
その後はロサンゼルスに住み、平和的な労働組合の再編を訴えた。自伝を残す一方、1940年に亡くなるまでニューディールの高速道路プロジェクト部門で働いた。